# Felipe IV de castaño y plata
Este retrato de Felipe IV, conocido como Felipe IV de castaño y plata, es un cuadro de Velázquez. Actualmente se encuentra en la National Gallery de Londres (Reino Unido), donde se exhibe con el título de Philip IV of Spain in Brown and Silver. Es popularmente llamado Silver Philip (Felipe de Plata).
Es un retrato que presenta al rey Felipe IV de cuerpo entero y de tamaño natural. A diferencia de otros retratos de Felipe IV, en que aparece vestido de negro, en este viste un rico traje bordado «en castaño y plata» que le da el título. Los bordados de plata están pintados con pequeños y rápidos empastes. Es un ropaje de esplendor inusual, lo que parece indicar que está conmemorando algún acontecimiento particular. Además, luce el collar de la Orden del Toisón de Oro, colgando de una cadena de oro. 
Este es uno de los retratos que Velázquez hizo del rey Felipe IV de España. La datación no es segura. La página web de la National Gallery indica hacia 1631-1632; la referencia Carrassat habla de 1635. En cualquier caso, se trata de un retrato posterior al primer viaje de Velázquez a Italia y en él se ve que el modelado es más suave y se adopta un colorido más propio de la escuela veneciana. Es el principal retrato del rey de la época.
El retrato se hallaba en la Real Biblioteca de San Lorenzo de El Escorial a principios del siglo XIX. Saqueado en la invasión napoleónica. En 1810 fue regalado por José Bonaparte al general francés Dessolles. Tras su muerte, su hija lo vendió al coleccionista británico William Beckford, a su fallecimiento pasó a su yerno, el X duque de Hamilton, y finalmente la National Gallery lo adquirió en 1882.